# Reyes del Ponto
Pontus, región del Asia Menor , formaba en un principio parte de Capadocia pero hacia el año 520 a. C., los dos estados se separaron y el Ponto se convirtió en una satrapía del Imperio persa pero sus sátrapas eran hereditarias y casi independientes y lo fueron completamente en tiempos de los Seleúcidas. He aquí la lista de los reyes del Ponto.

## Sátrapas
- Siglo V a. C.: Ariobarzanes I de Cío.
- 402-362 a. C.: Mitrídates I de Cío, hijo del anterior.
- 362-337 a. C.: Ariobarzanes II de Cío, hijo del anterior.
- 337-302 a. C.: Mitrídates II de Cío, hijo del anterior.

## Reyes
- 301 a. C.-266 a. C.: Mitrídates I Ktistés (el fundador) sátrapa, después rey como Mitrídates I del Ponto en 281 a. C.
- 266 a. C.-258 a. C.: Ariobarzanes del Ponto, hijo del anterior.
- 250 a. C.-220 a. C.: Mitrídates II del Ponto, hijo del anterior.
- 220 a. C.-184 a. C.: Mitrídates III del Ponto, hijo del anterior.
- 184 a. C.-170 a. C.: Farnaces I del Ponto, hijo del anterior.
- 170 a. C.-150 a. C.: Mitrídates IV Filopator (que ama a su padre), hermano del anterior.
- 150 a. C.-121 a. C.: Mitrídates V Evergetes (el bienhechor), hijo de Farnaces I.
- 120 a. C.- 63 a. C.: Mitrídates VI Eupator (padre ilustre), hijo del anterior.
- 63 a. C.- 47 a. C.: Deyótaro, rey de Galacia. Reino dividido entre Galacia y la provincia romana de Bitinia.
- 47 a. C.- 47 a. C.: Farnaces II, hijo de Mitrídates VI.
- 47 a. C.- 39 a. C.: Deyótaro, rey de Galacia. Reino dividido entre Galacia y la provincia romana de Bitinia.
- 39 a. C.- 36 a. C.: Darío, hijo de Farnaces II.
- 36 a. C.- 8 a. C.: Polemón I, rey de Sofene, cuñado del anterior.
- 8 a. C.-21: Pitodoris de Tralles, viuda del anterior.
- 21-27: Antonia Trifena, hija de la anterior, esposa de Cotis VIII, rey de Tracia.
- 27-38: Gestión por un procurador romano.
- 38-63: Polemón II, hijo de Polemón I y Pitodoris.
- 63: Anexión al Imperio romano como provincia.